# Ocnerosthenus simulans
Ocnerosthenus simulans är en insektsart som först beskrevs av Bolívar, I. 1911.  Ocnerosthenus simulans ingår i släktet Ocnerosthenus och familjen Pamphagidae. Inga underarter finns listade i Catalogue of Life.